# Nicola Grimaldi
Nicola Grimaldi, född 1645 i Teano, död 25 oktober 1717 i Rom, var en italiensk kardinal. Han var prefekt för Sacra Consulta från 1707 till 1717.

## Biografi
Nicola Grimaldi var son till Francesco och Settimia Grimaldi. Han var för en tid refendarieråd vid Apostoliska signaturan.
I maj 1706 upphöjde påve Clemens XI Grimaldi till kardinaldiakon med Santa Maria in Cosmedin som titeldiakonia. I juni 1716 blev han kardinalpräst med San Matteo in Merulana som titelkyrka. Grimaldi prästvigdes dock inte förrän den 20 september 1716.
Kardinal Grimaldi avled i Rom år 1717 och är begravd i kyrkan Santa Maria della Concezione.

## Bilder

Kardinal Nicola Grimaldis titeldiakonia och titelkyrka
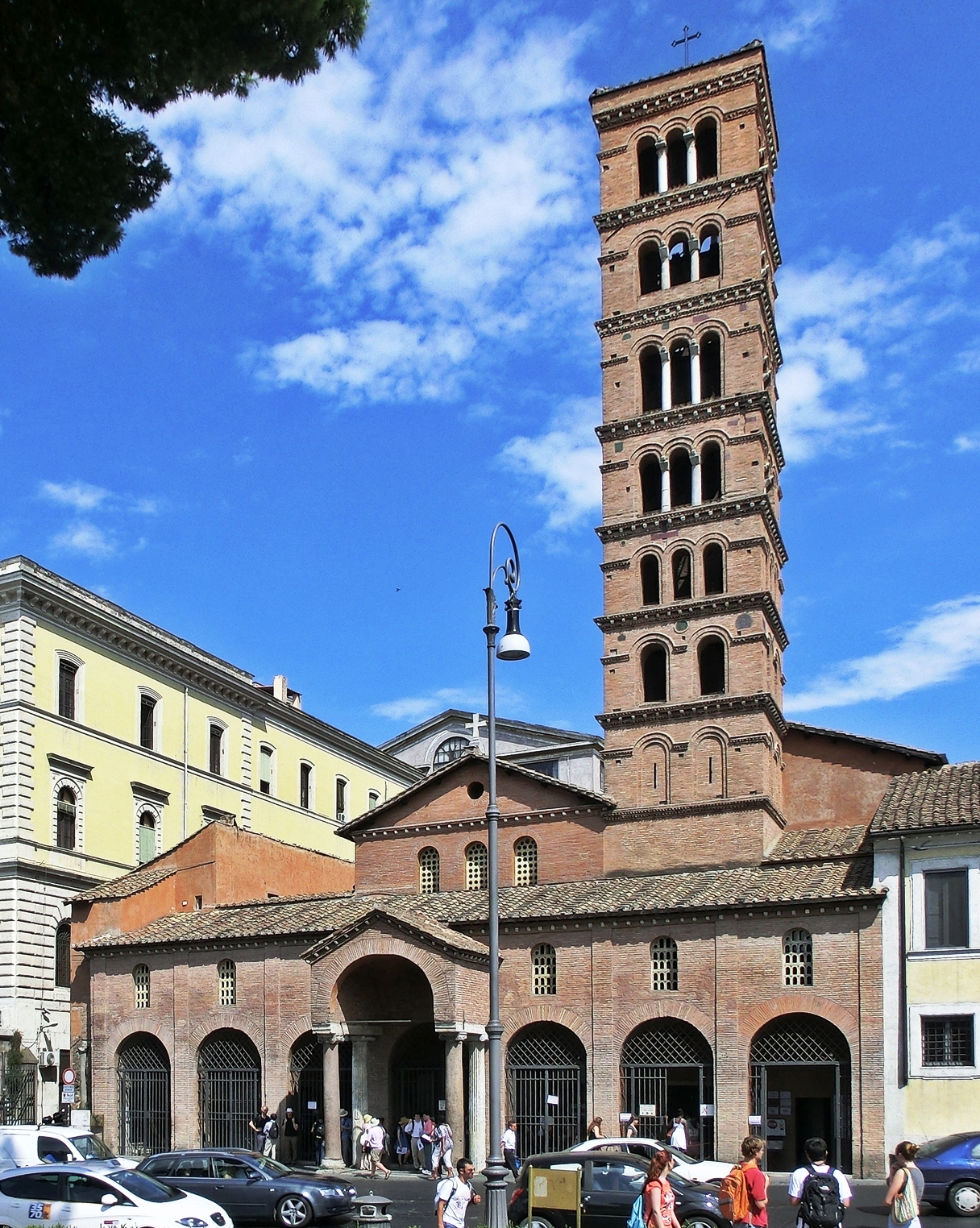
Santa Maria in Cosmedin.
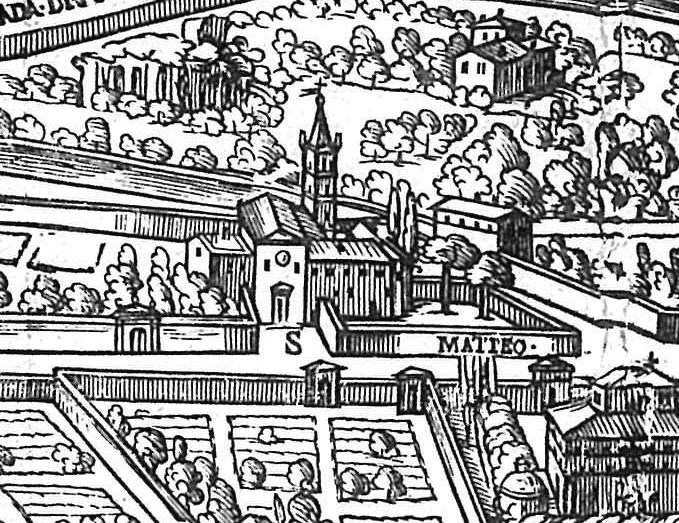
San Matteo in Merulana.